# Mikołajów (Kazimierza)
Pour les articles homonymes, voir Mikołajów.
Mikołajów est une localité polonaise de la gmina de Czarnocin, située dans le powiat de Kazimierza en voïvodie de Sainte-Croix.